# Dizzy (låt av Olly Alexander)
Dizzy är en låt av den brittiska sångaren och låtskrivaren Olly Alexander. Den släpptes via skivbolaget Polydor den 1 mars 2024 och är skriven av Olly Alexander själv tillsammans med Daniel Harie. Låten är den första Alexander släpper under sitt eget namn efter splittringen av Years & Years. Den representerade Storbritannien i Eurovision Song Contest 2024 i Malmö.
"Dizzy" är en kärlekslåt där Alexander vill att hans älskare ska ge honom kyssar om och om igen för att få honom att känna sig yr.

## Eurovision Song Contest
BBC, som är ansvariga för Storbritanniens medverkan i Eurovision Song Contest, tillkännagav den 18 oktober 2023 att det hade börjat söka efter en artist att representera landet under sommaren det året. Den 16 december 2023 tillkännagavs Olly Alexander vara Storbritanniens representant under det sista avsnittet av Strictly Come Dancing.
Inför tävlingen fick Alexander många uppmaningar om att dra sig ur tävlingen på grund av Israels medverkan samtidigt som kriget mot Hamas pågick och med tanke på landets krigföring i Gazaremsan. Dagar före tävlingen bekräftade Alexander sina avsikter att delta och uttryckte ångest över protesterna, och hävdade att han "försökte att inte få ett sammanbrott" och att han kände sig "skamsen över [sig själv] och generad" på grund av protesterna. Han tillade senare att ett tillbakadragande inte skulle "göra någon skillnad" på det humanitära kriserna i kriget.
Som en del av "The Big Five" tävlade låten direkt i finalen den 11 maj 2024, där den slutade på 18:e plats med 46 poäng. Samtliga poäng kom från jurygrupperna då låten fick noll poäng från tittaröstningen.